# Aleksinica
Aleksinica is een plaats in de gemeente Gospić in de Kroatische provincie Lika-Senj. De plaats telt 220 inwoners (2001).